# Дисульфид урана
Дисульфид урана — бинарное неорганическое соединение
урана и серы
с формулой US2,
кристаллы.

## Получение
- Нагревание стехиометрической смеси чистых веществ:

{\displaystyle {\mathsf {U+2S\ {\xrightarrow {1850^{o}C}}\ US_{2}}}}

## Физические свойства
Дисульфид урана образует кристаллы нескольких модификаций:
- α-US2, тетрагональная сингония, пространственная группа I 4/mcm, параметры ячейки a = 1,067 нм, c = 0,630 нм, Z = 10, существует при температуре выше 905°С;
- β-US2, ромбическая сингония, пространственная группа P nma, параметры ячейки a = 0,708 нм, b = 0,422 нм, c = 0,845 нм, Z = 4, структура типа дихлорида свинца PbCl2, существует при температуре ниже 905°С;
- γ-US2, существует при температуре ниже ≈400°С [1][2][3].

Соединение конгруэнтно плавится при температуре 1850°С.